# Godall
Godall – gmina w Hiszpanii, w prowincji Tarragona, w Katalonii, o powierzchni 33,94 km². W 2011 roku gmina liczyła 812 mieszkańców.